# Joachim Deckarm

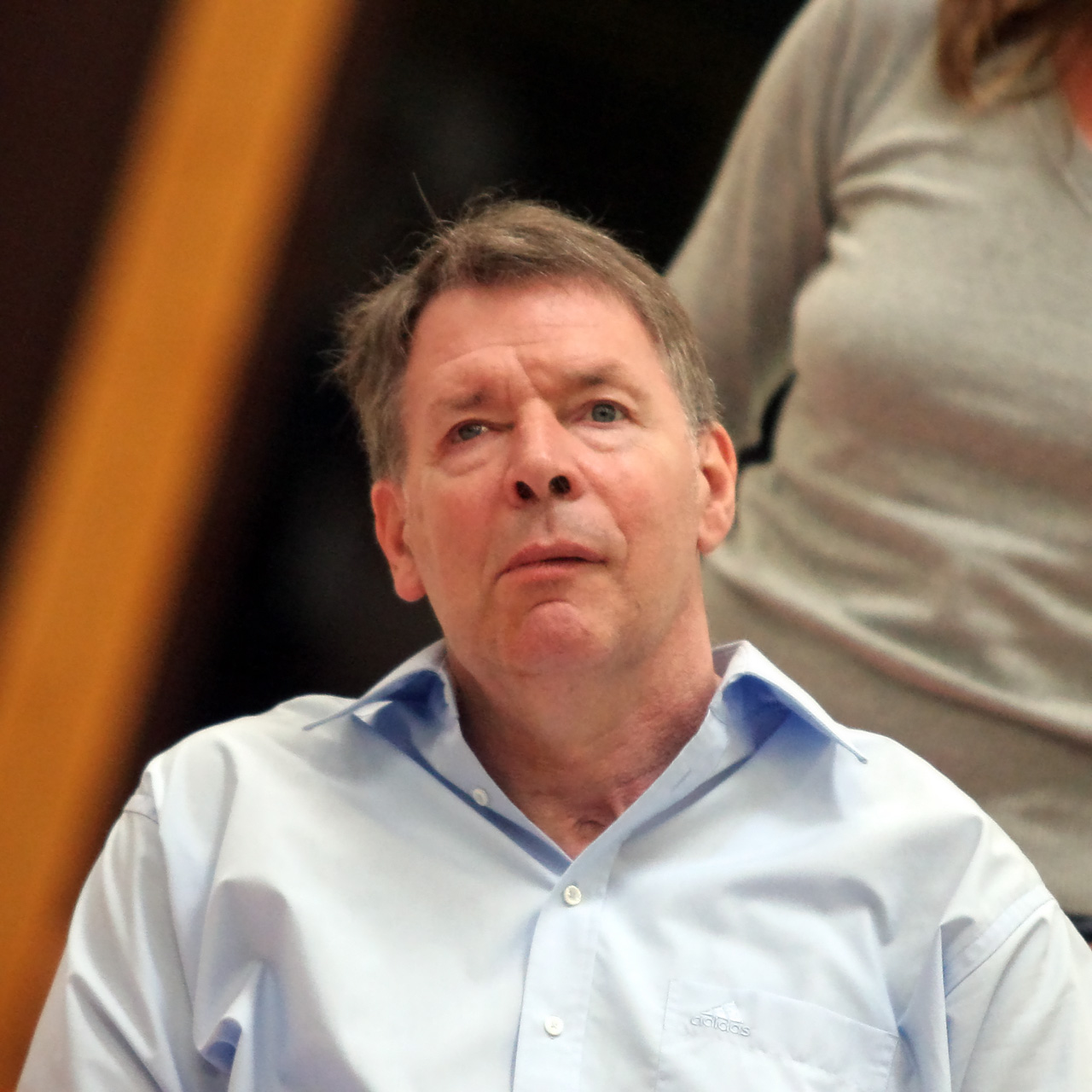
Joachim Deckarm, 2009.

Joachim "Jo" Deckarm, född 19 januari 1954 i Saarbrücken, är en tysk tidigare handbollsspelare (vänsternia). Han spelade hela karriären fram till 1979 för VfL Gummersbach och 104 landskamper (381 mål) för Västtysklands landslag, tills han under en match drabbades av en allvarlig olycka som ledde till svåra hjärnskador.
Med VfL Gummersbach blev Deckarm blev tysk mästare tre gånger (1974, 1975 och 1976), Europacupmästare 1974 och Cupvinnarcupmästare 1978. Med landslaget blev han världsmästare 1978.

## Olyckan 1979 och svåra hjärnskador
Den 30 mars 1979 råkade Deckarm ut för en allvarlig olycka i en match med VfL Gummersbach, i den 23:e minuten av semifinalens andra omgång av Cupvinnarcupen mot Tatabánya KC i Ungern. Han kolliderade olyckligt med den ungerske motståndaren Lajos Pánovics och föll handlöst med huvudet i betonggolvet, som bara var täckt med ett tunt plastlager. Smällen resulterade i en dubbel fraktur i skallbasen, en reva i hjärnhinnorna och svåra hjärnskador. Ingen läkare fanns närvarande i hallen så Deckarm fördes till Tatabányas distriktssjukhus cirka 20 minuter efter olyckan, där hans lungor tömdes på blod. Cirka en och en halv timme senare fördes han med ambulans till universitetssjukhuset i Budapest, där en två timmar lång hjärnoperation genomfördes. Omkring en månad efter olyckan överfördes Deckarm till en neurokirurgisk klinik i Köln och i början av juli 1979 till Homburgs universitetssjukhus.
Joachim Deckarm vaknade ur koma först 131 dagar efter olyckan. På grund av hjärnskadorna var hans motorik kraftigt nedsatt och han hade förlorat talförmågan. Sedan dess har han varit beroende av rullstol vid förflyttningar. Från slutet av december 1979 vårdades han i sitt föräldrahem i Saarbrücken och från januari 1980 på ett rehabiliteringscenter i Bonn. Han har ansetts vara i behov av läkarvård sedan hösten 1982.